# Cimetière de Park Street
Le cimetière de Park Street (ou South Park Street Cemetery) de Calcutta (Inde) est un cimetière chrétien datant du XVIIIe siècle. Classé comme site protégé par l’Archaeological Survey of India [ASI], il est aujourd’hui un parc public.

## Histoire

### Quatre cimetières
La ville de Calcutta se développant rapidement, il est décidé de cesser toute inhumation autour de l’église Saint Jean, près de Dalhousie square, dans le centre historique de la ville. Pas moins de quatre cimetières sont ouverts, durant la seconde moitié du XVIIIe siècle le long d'un chemin qui quitte la ville vers un terrain marécageux et qui s'appelle, tout naturellement « rue du cimetière » (Burial ground road) avant de devenir plus tard la « rue du Parc » (Park Street) car le chief justice du Bengale, Elijah Impey (en) y possédait un parc à gibier. Trois des quatre cimetières ont disparu.
- Un premier cimetière est ouvert en 1767 à l’extrémité de ce chemin, au sud de la ville. Connu comme South Park Street Cemetery il est le seul à avoir survécu et est devenu aujourd'hui parc public. C'est celui dont il est question dans cet article.

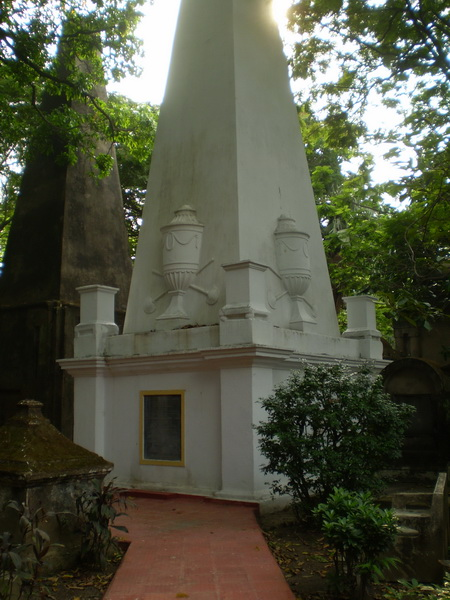
Monument funéraire de William Jones.

- Un deuxième cimetière, sur le côté gauche de la rue est ouvert en 1773, qui s'appelait Mission cemetery. Il avait des liens avec l'église de l'ancienne Mission. La tombe de John Z. Kiernander, fondateur et premier pasteur de l'église, et des membres de sa famille, s'y trouvait. Le cimetière a disparu.
- Un troisième cimetière est ouvert en 1786, pour la communauté française de Calcutta, qui s'appelait Tiretta's Cemetery, du nom de celui qui en était le propriétaire. Parmi les tombes se trouvaient celles d'Angélique, fille du comte de Carrion (morte en 1796) et de la vicomtesse Adeline de Facier, femme d'un officier et noble français à la cour de Ranjit Singh, dirigeant sikh. Ce cimetière a également disparu.
- le quatrième cimetière fut ouvert en 1791, juste à côté du Mission cemetery. On l'appelait North Park Street Cemetery. Y furent enterrés le père du célèbre romancier Thackeray, Richmond Thackeray, le lieutenant-colonel Achilles Kirkpatrick, et d'autres. Le cimetière a disparu.

### LeSouth Park Street Cemetery
Pour des raisons d’hygiène les enterrements ont lieu après le coucher de soleil. Les convois funéraires sont accompagnés de torches, le cercueil étant porté sur les épaules par les amis du défunt. Le plus ancien monument funéraire (de Sarah Pearson) porte la date du 8 septembre 1768. Le cimetière  se remplit rapidement d’autant plus que sarcophages et mausolées funéraires sont de très grande dimension. Aussi d'autres cimetières (aujourd’hui disparus) sont ouverts, des deux côtés de la Burial ground road.
Durant plusieurs années les quatre cimetières sont utilisés concurremment. Dans celui du sud, les derniers sépulcres sont érigés en 1830. Il est alors fermé. Son aspect n’a pratiquement pas changé depuis lors. L’architecture des monuments funéraires — certains sont des mausolées grandioses et extravagants — rappelle le néo-classicisme européen du début du XVIIIe siècle : urnes grecques, obélisques et pyramides égyptiennes, colonnes et coupoles romaines ornent sépulcres et immenses caveaux : une vraie nécropole. Des tablettes aux inscriptions romantiques à la gloire et l’honneur des défunts (dont la moyenne d’âge tourne autour de 40 ans), et célébrant leurs sublimes vertus, enjolivent plusieurs de ces monuments.   

## Personnalités
Le cimetière est la mémoire historique d’une ville qui, en un peu plus de deux siècles, est devenue la seconde ville de l’empire britannique. Beaucoup de ceux qui eurent un rôle de première importance dans cet essor de Calcutta sont enterrés au cimetière de Park Street. Parmi eux : 
- George Bogle (1746-1781), aventurier et diplomate britannique.
- Le lieutenant colonel Robert Kyd (en), fondateur du jardin botanique (à Howrah), et qui donna son nom à un quartier de Calcutta (Kidderpore).
- Le lieutenant colonel James Lillyman (+1774), qui construisit le fort William.
- William Jones (1746-1794), orientaliste, fondateur de la Société asiatique du Bengale.
- Marcar Arratoon, et plusieurs marchands arméniens, présents à Calcutta dès sa fondation.
- Henry Louis Vivian Derozio (en) (1809-1831), poète anglo-indien et réformateur social.
- John Hadley D’Oyly (1754-1818), 6e baron.
- Charles D'Oyly (en) (1781-1845), fils du précédent (7e baron), artiste peintre dont les dessins et toiles illustrant Calcutta et le Bengale rural du XVIIIe siècle sont une source exceptionnelle d’information (‘Views of Calcutta environs’ publié en 1848).
- John Christian Diemer (1748-1792), directeur de la première école de Calcutta (aujourd’hui ‘Saint Thomas School).
- John Garstin (+1820), architecte qui construisit l’hôtel de ville de Calcutta.
- John Clavering (1722-1777), commandant en chef de l’armée des Indes.
- Henry Vansittart (1732-1770), un des premiers gouverneurs de la Compagnie anglaise des Indes orientales (East-India Company).

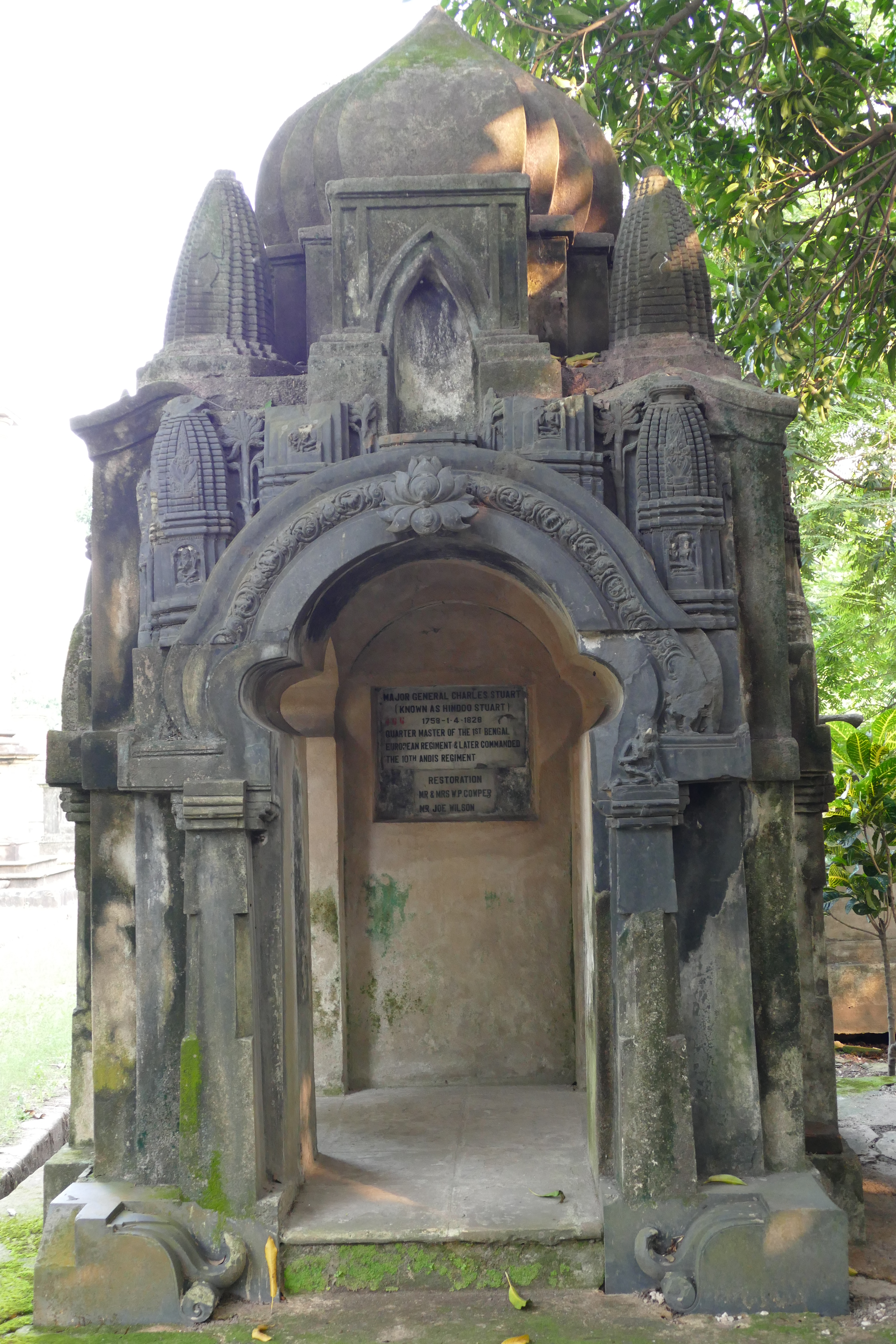
Monument funéraire de Hindoo Stuart

- Mention spéciale doit être faite de la tombe du général-major Charles Stuart (en) (c.1758-1828). Indianiste enthousiaste il fut surnommé Hindu Stuart. Habillé à l’indienne, se baignant dans le Gange tous les matins, portant sur lui des images de déesses hindoues, il se faisait volontiers passer pour hindou bien qu’il n’ait jamais renoncé à la foi chrétienne. Dans son ouvrage The Vindication of the Hindoos  il disserte sur la grandeur de la civilisation indienne et la nécessité pour les Anglais de la bien comprendre. Il écrivit même un essai pour convaincre les dames anglaises d’abandonner leurs corsets pour adopter le sari, « l’habit le plus attrayant au monde, qui rend les femmes d’Hindoustan merveilleusement belles ». Son monument funéraire, inspiré de l’architecture moghole avec des éléments évoquant les temples hindous est un des plus curieux du cimetière.

## Aujourd’hui
Après des années de quasi-abandon, le cimetière est restauré et rénové une première fois en 1978. L’Association for the preservation of historical cemeteries in India [APHCI] en a fait depuis lors un recensement complet identifiant les tombeaux, l’entretenant régulièrement, veillant à sa protection et en cherchant des mécènes, tout en le transformant en espace vert. De plus en plus nombreux sont les visiteurs d’outremer qui y cherchent les traces d’ancêtres enterrés au cimetière. L’APHCI est soutenue par la ‘British Association for Cemeteries in South Asia’ [BACSA].

## Source
- The South Park Street cemetery, Calcutta, 2009.